# Anopheles parensis
Anopheles parensis är en tvåvingeart som beskrevs av Gillies 1962. Anopheles parensis ingår i släktet Anopheles och familjen stickmyggor. Inga underarter finns listade i Catalogue of Life.